# Sorhagenia fibigeri
Sorhagenia fibigeri ist ein Schmetterling (Nachtfalter) aus der Familie der Chrysopeleiidae. Die Art wurde nach dem Sammler der Art, Michael Fibiger, benannt.

## Merkmale
Die Falter erreichen eine Flügelspannweite von 7 bis 9 Millimeter. Kopf und Stirn (Frons) glänzen ockerfarben bis grauweiß. Scheitel (Vertex), Nackenbüschel und Halskragen sind bräunlich grau. Die Fühler sind ockergrau und undeutlich gräulich braun geringelt. Im letzten Fühlerdrittel befinden sich fünf ockerweiße Segmente. Die Labialpalpen glänzen gräulich weiß und sind innen ockerfarben gesprenkelt. Das zweite Segment ist außen dunkelgrau. Das dritte Segment ist stark dunkelbraun getönt, hat an der Basis einen dunkelgrauen Fleck und an der Außenseite einen breiten Subapikalstrich.
Thorax und Tegulae sind bräunlich grau, der Thorax hat hinten an der Seite zwei dunkelbraune Schuppenbüschel. Die Beine sind bräunlich grau, die Tibien haben ockerweiße subbasale, mediale und apikale Ringe. Die Tarsen sind an den Gelenken ockerweiß.
Die Vorderflügel sind bräunlich grau und haben vier dunkle, bräunlich graue Schuppenbüschel. Das erste befindet sich bei 1/4 der Vorderflügellänge zwischen Analfalte und Flügelinnenrand. Das zweite und größte liegt oberhalb der Analfalte vor der Flügelmitte. Die Schuppen haben hier fahlgraue Spitzen. Das dritte Büschel befindet sich zwischen Analfalte und Flügelinnenrand jenseits des zweiten Büschels. Das vierte Büschel liegt bei 3/4 der Flügellänge in der Flügelmitte oberhalb des Innenwinkels. Eine sehr undeutliche knieförmige ockerbraune Binde befindet sich bei 3/4 der Vorderflügellänge. Eine Anzahl kleiner, dunkel bräunlich grauer Schuppenbüschel verteilt sich am Apex entlang der Costalader und am Flügelinnenrand. Die Fransenschuppen sind bräunlich grau. Die Hinterflügel glänzen fahl grau, an der Costalader und am Flügelinnenrand sind sie dunkler. Die Fransenschuppen sind bräunlich grau.
Das Abdomen glänzt dorsal grau. Die Sternite sind hinten breit gelblich weiß gebändert. Das Afterbüschel ist dorsal fahlgrau und ventral gelblich weiß.
Bei den Männchen ist der Uncus dreieckig und mit kräftigen Borsten versehen. Die Valven einschließlich des Cucullus sind etwas länger als die Ampulla. Die Ampulla ist keulenförmig und an der Basis gebogen. Der Sacculus ist kräftig und mehr als doppelt so lang wie der Cucullus. Er weitet sich distal und hat einen spitzen gekrümmten Apex. Die Costa ist mit zwei rundlichen Auswüchsen versehen. Die Juxta ist kurz und parallelwandig und an der Basis geweitet. Das Vinculum ist V-förmig. Der Aedeagus ist ziemlich schlank. Das achte Abdomintalsternit ist mit Reihen kräftiger Borsten versehen, diese sind an der Basis gekrümmt.
Bei den Weibchen ist das Ostium oval. Die Genitalplatte ist mit zwei Paaren seitlicher Fortsätze versehen. Das obere Paar befindet sich am Ostium, es ist kurz und spitz. Daran schließt sich ein rockförmiger Fortsatz an. Das untere Paar ist größer und befindet sich auf halber Länge des Antrums. Das Antrum ist ziemlich schmal und länger als der Ductus bursae. Der Ductus bursae ist parallelwandig. Das Corpus bursae ist eiförmig. Die Signa sind kurz und haben in der Mitte einen Dorn.

### Ähnliche Arten
Sorhagenia fibigeri ähnelt der kleineren Art Sorhagenia rhamniella. Eine sichere Unterscheidung der beiden Arten ist nur durch eine Genitaluntersuchung möglich.

## Verbreitung
Sorhagenia fibigeri ist in Kleinasien (Türkei) verbreitet.

## Biologie
Die Biologie der Art ist unbekannt. Falter wurden von Anfang Juli bis Mitte Juli am Licht gefangen.

## Belege
1. 1 2 3 4 5 6 7 8 9 10  J. C. Koster, S. Yu. Sinev: Momphidae, Batrachedridae, Stathmopodidae, Agonoxenidae, Cosmopterigidae, Chrysopeleiidae. In: P. Huemer, O. Karsholt, L. Lyneborg (Hrsg.): Microlepidoptera of Europe. 1. Auflage. Band 5. Apollo Books, Stenstrup 2003, ISBN 87-88757-66-8, S. 175 (englisch).